# Serguei Sudéikin
Serguei Iúrievitx Sudéikin, també conegut com a Serge Soudeikine (Smolensk, 19 de març de 1882 - Nyack, 12 d'agost de 1946), va ser un artista rus, associats amb els Ballets Russos i el Metropolitan Opera.

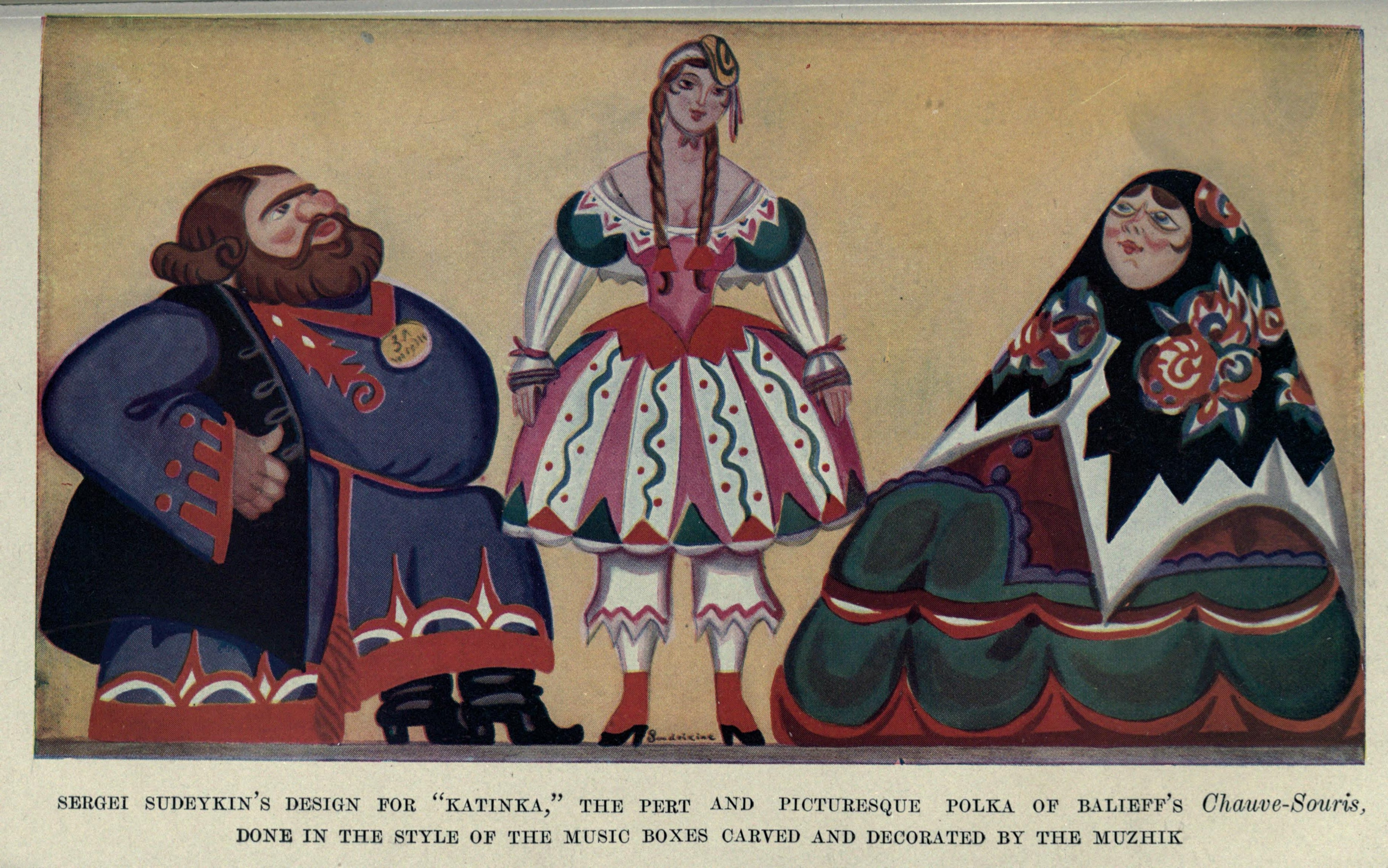
Disseny de Sudéikin (1922)

Després d'haver estat censurat per l'Escola de Belles Arts de Moscou pels seus dibuixos "obscens", Sudéikin es va unir al moviment Mir iskusstva. Entre els seus íntims amics, hi havia el poeta Mikhaïl Kuzmín i l'empresari Serguei Diàguilev, per la invitació del qual va anar a París el 1906 per l'exposició de la Salon d'Automne, on la seva obra va ser exposada per primera vegada a l'estranger. Entre 1907 i 1909 estava casat amb l'actriu Olga Glébova (1885-1945), una de les belleses més famoses de Sant Petersburg i la millor amiga d'Anna Akhmàtova. Glébova-Sudéikina és el personatge principal i dedicada de l'obra més llarga d'Akhmàtova, Poema sense heroi  (1940-65).
Sudéikin va dissenyar l'escenografia i vestuari per a la producció de Diàguilev La tragédie de Salomé de Florent Schmitt el 1913, i va ajudar en l'execució dels dissenys de Nicholas Roerich per a La consagració de la primavera d'Stravinski en el mateix any. En el moment de la Revolució d'Octubre de 1917, Sudéikin va ser un dels dissenyadors de teatre més destacats de la seva generació a Rússia. El 1913 va fugar-se a París amb la ballarina Vera de Bosset, amb qui es va casar l'any 1918, i el 1920 el va deixar i es va convertir en l'amant i, en última instància, segona esposa d'Stravinski.